# Red de Tránsito Pesado de la Ciudad de Buenos Aires
La Red de Tránsito Pesado de la Ciudad de Buenos Aires es una red de tránsito creada para la Ciudad de Buenos Aires - Argentina, fijada a través de la Ley Nº 216/1999 (publicada en el Boletín Oficial N.º 760 del 23-08-1999).
Dicha ley fija en el art. 1 la prohibición de circulación de camiones y acoplados cuyo peso en forma individual sea igual o mayor a doce 12 toneladas vayan o no cargados, por las calles y avenidas de la Ciudad de Buenos Aires con excepción de las integrantes de la Red de Tránsito Pesado.

## Arterias integrales de la red de tránsito pesado
El anexo I conforme texto Art. 1.º Ley N.º 2.362, BOCBA N.º 2734 del 27/07/2007) fija la red arterial
Este anexo divide en 3 las arterias que componen la red:

a) Arterias integrantes de la red de tránsito pesado.

b) Arterias integrantes de la red de tránsito pesado con restricción en su sentido cirtulatorio.

c) Arterias integrantes de la red de tránsito pesado exclusivas para transporte de ganado en pie.